# In Symphony
In Symphony är ett livealbum från 2001 av den norska sångerskan Sissel Kyrkjebø.

## Låtlista
1. Innerst i sjelen
2. Solitaire
3. Våren
4. Vestland, Vestland
5. Vitæ Lux
6. Koppången
7. O Mio Babbino Caro
8. Se ilden lyse
9. Kjærlighet
10. Where The Lost Ones Go
11. Mitt hjerte alltid vanker
12. Shenandoah
13. Molde Canticle
14. Eg ser
15. Ave Marie (bonusspår i Japan)